# 山新観光
山新観光（やましんかんこう）は、山形県山形市に本社を置く山新グループの旅行会社である。損害保険代理業も手がけている。

## 概要
山形新聞事業部を前身とし、1961年11月15日、山新グループ企業の出資によって設立された。1969年運輸大臣登録一般旅行業者、翌70年には国際航空運送協会公認業者となる。1979年には日本エアシステム山形地区総代理店を受託し、山形グランドホテル内に同社山形支店、チケットカウンターが設けられた。

## 営業拠点
- 本社・トラベルセンター・保険部 - 山形市旅篭町2丁目5-12 山形メディアタワー
- 航空部 - 東根市大字羽入字柏原新林3008 山形空港ビル